# Willem Walric van Leempoel
Willem Walric van Leempoel (Rotterdam, 26 september 1750 - Brussel, 26 september 1815) was een rooms-katholiek priester, hoogleraar wijsbegeerte en rector magnificus van de Universiteit van Leuven.

## Levensloop
Oudste zoon van de arts Jan Frans van Leempoel en Clara van den Bergh, was hij een broer van de hoogleraar en rector Jan Willem van Leempoel.
Hij ging studeren in Leuven en behaalde de vierde prijs bij het eindexamen wijsbegeerte in 1770 in het College Het Varken. Hij ging verder met de studie theologie. In 1774 werd hij benoemd tot hoogleraar wijsbegeerte in het Varken en vervulde dit ambt tot aan de sluiting van de universiteit in 1797.
In 1783 werd hij president van het Hollands College en in 1784 hoogleraar wijsbegeerte aan de Universiteit van Leuven. Hij sympathiseerde met de jozefistische ideeën en om die reden werd hij tot bibliothecaris benoemd van het in 1786 in Leuven opgerichte algemeen seminarie.
Hij evolueerde echter en behoorde tot de oppositie betreffende de benoeming door de overheid en tegen de academische overheid in van zijn broer tot rector magnificus in 1788, na de afzetting van Henri Clavers. Tijdens de eerste Oostenrijkse restauratie (1791-1792) doceerde hij opnieuw wijsbegeerte en werd rector magnificus van de universiteit, terwijl hij ook president van het Hollands College bleef.
Toen de Franse republiek de Zuid-Nederlandse provincies had ingelijfd, protesteerde hij tegen de naasting van de universiteitsgebouwen, maar aanvaardde dan toch als een van de vijf commissarissen te fungeren voor het beheer van deze goederen. Hij bleef dit doen tot in 1807. Hij verbleef hierbij in het Hollands College en dit had tot gevolg dat dit college zijn achttiende-eeuwse aankleding behield en die tot heden heeft bewaard, voornamelijk in de kapel en in de bibliotheek. Het college werd anderhalve eeuw benut als school door de Zusters van Paridaens en is sinds 2008 eigendom van de KU Leuven.